# Neoregelia macrosepala
Neoregelia macrosepala är en gräsväxtart som beskrevs av Lyman Bradford Smith. Neoregelia macrosepala ingår i släktet Neoregelia och familjen Bromeliaceae. Inga underarter finns listade i Catalogue of Life.